# Mieczysław Pawełkiewicz
Mieczysław Pawełkiewicz (* 13. Februar 1938 in Bielsko-Biała; † 3. Dezember 2007 in Bielsko-Biała) war ein polnischer Rennrodler, der in den 1960ern bei internationalen Wettkämpfen antrat.
Er gewann zwei Silbermedaillen bei Rennrodel-Weltmeisterschaften (1963 in Imst im Doppelsitzer mit Edward Fender und 1965 in Davos im Einsitzer). Bei den Olympischen Winterspielen 1964 in Innsbruck belegte er den 6. Platz im Einsitzer und den 7. Platz im Doppelsitzer.